# Біла Вода (Нижньосілезьке воєводство)
Біла Вода (пол. Biała Woda) — покинуте село в Польщі в гміні Бистшиця-Клодзька Клодзького повіту Нижньосілезького воєводства.
У 1975-1998 роках село належало до Валбжиського воєводства.